# 동방역
동방역(Dongbang station, 東方驛)은 경상북도 경주시 동방동에 있는 역이었다.

## 역사
- 1919년 1월 14일 : 도지역(道只驛)으로 영업 개시 (무배치간이역 등급, 경주기점 4.7km)[1]
- 1927년 7월 15일 : 동방역(東方驛)으로 역명 변경 (경주기점 3.8km)[2]
- 1937년 5월 1일 : 배치 간이역으로 승격
- 1951년 4월 11일 : 보통역으로 승격
- 1961년 8월 1일 : 배치 간이역으로 격하
- 1972년 7월 2일 : 을종승차권대매소로 지정
- 1972년 7월 20일 : 무배치 간이역으로 격하[3]
- 1977년 2월 28일 : 폐지[4]
- 1978년 12월 15일 : 신호장으로 영업 재개[5]
- 2005년 4월 1일 : 무인화
- 2013년 11월 7일 : 부산진 기점 103.2km로 변경[6]
- 2016년 4월 29일 : 부산진 기점 102.5km로 변경[7]
- 2021년 8월 26일 : 부산진 기점 101.6km 로 변경[8]
- 2021년 11월 17일 : 폐역 고시[9]
- 2021년 12월 28일 : 동해선 복선 전철화 구간이 완공되어 폐지

## 참고 문헌
1. ↑  조선총독부관보 휘보 경편철도운수개시인가 (1919.01.18)
2. ↑  조선총독부관보 휘보 사설철도영업이정개정 (1927.07.18)
3. ↑  대한민국관보 철도청 고시 제40호 (1972.07.10)
4. ↑  대한민국관보 철도청 고시 제4호 (1977.02.26)
5. ↑  대한민국관보 철도청 고시 제41호 (1978.12.01)
6. ↑  국토교통부고시 제2013-652호 , 2013년 11월 7일.
7. ↑  국토교통부고시 제2016-224호 , 2016년 4월 29일.
8. ↑  국토교통부고시 제2021-1031호, 2021년 8월 26일.
9. ↑  국토교통부고시 제2021-1234호, 2021년 11월 17일.